# Campainha de bicicleta

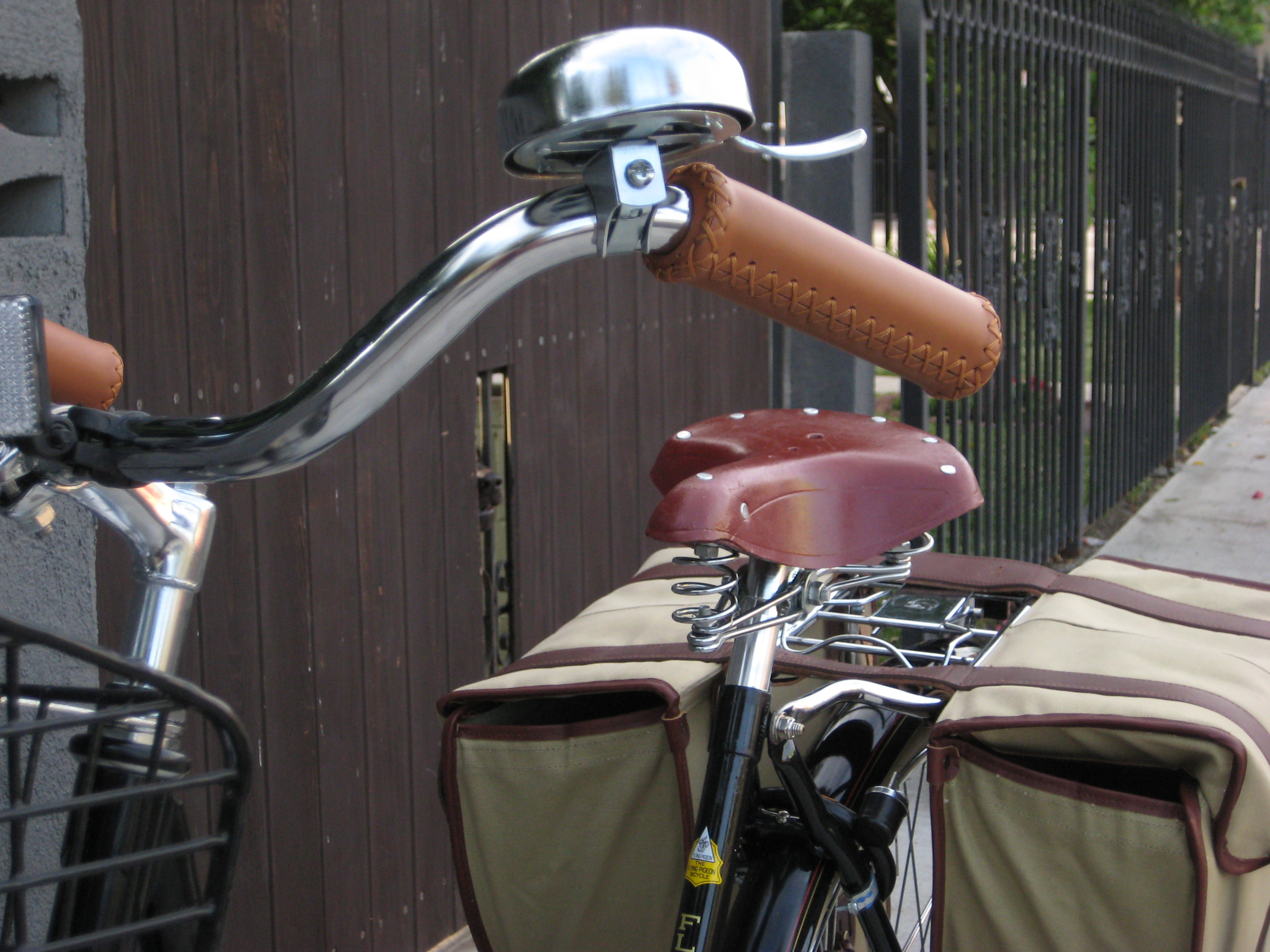
Campainha de bicicleta montado no guiador

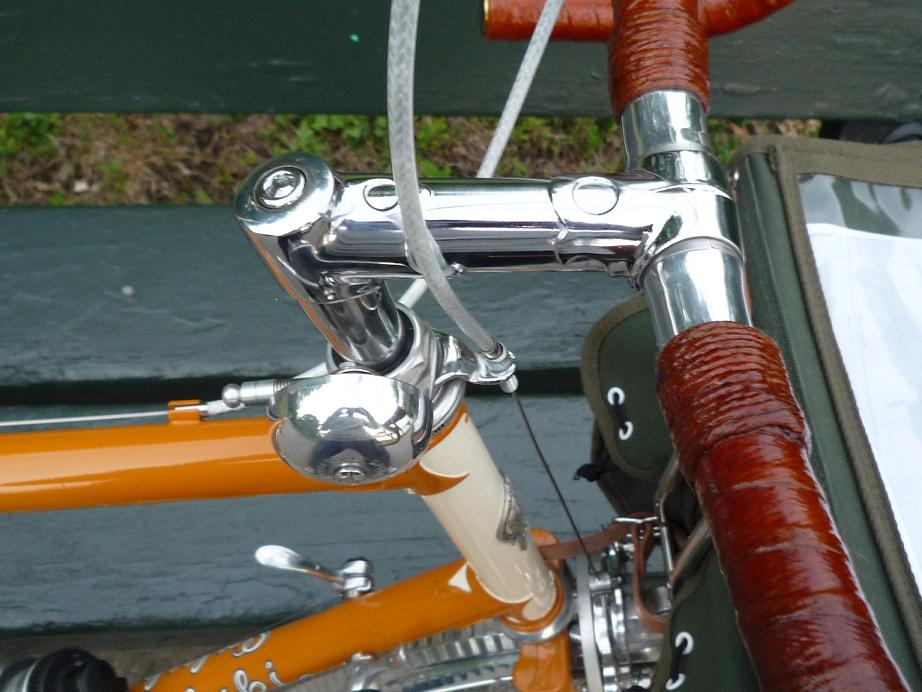
Campainha montado na Potência da bicicleta

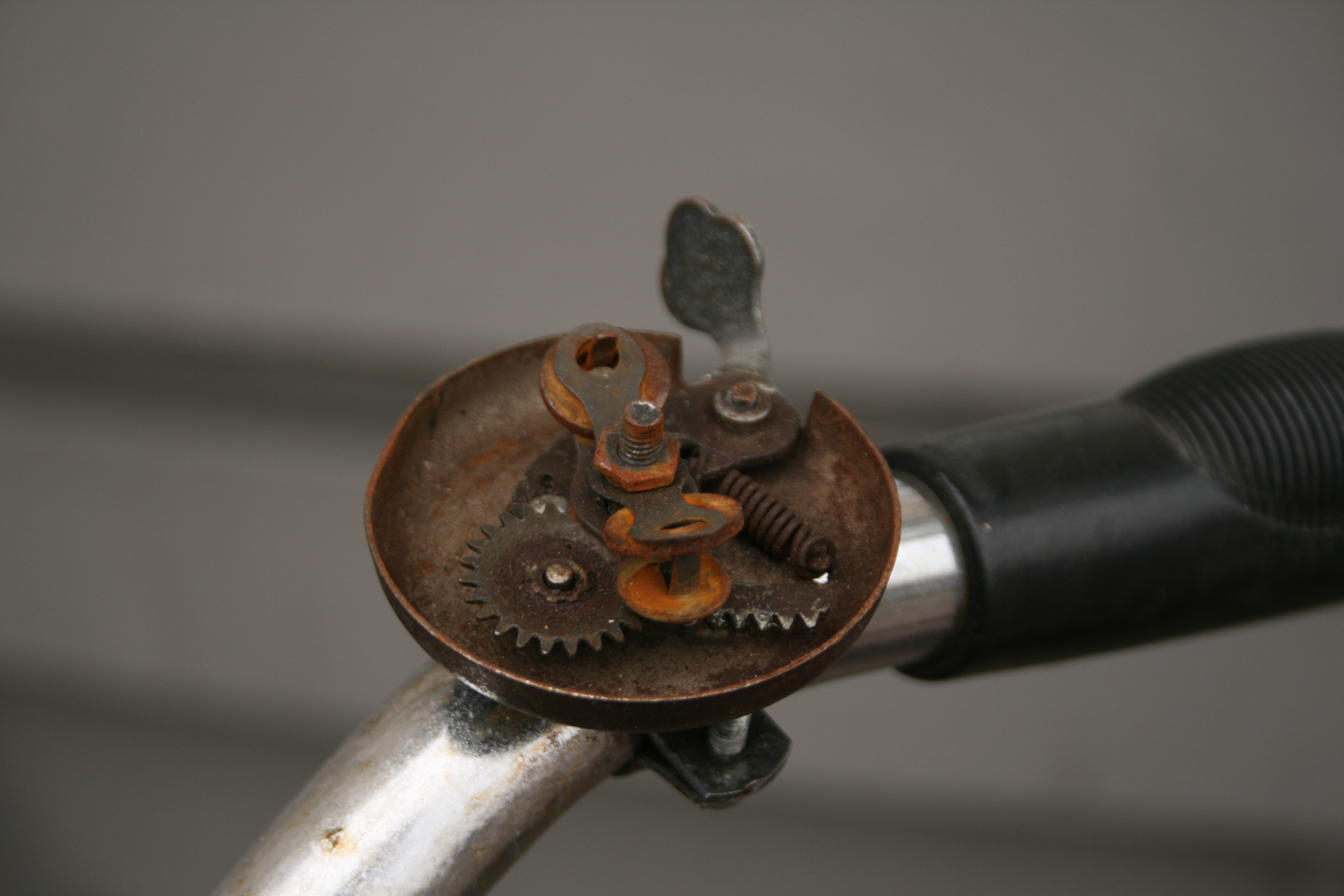
Vista interna

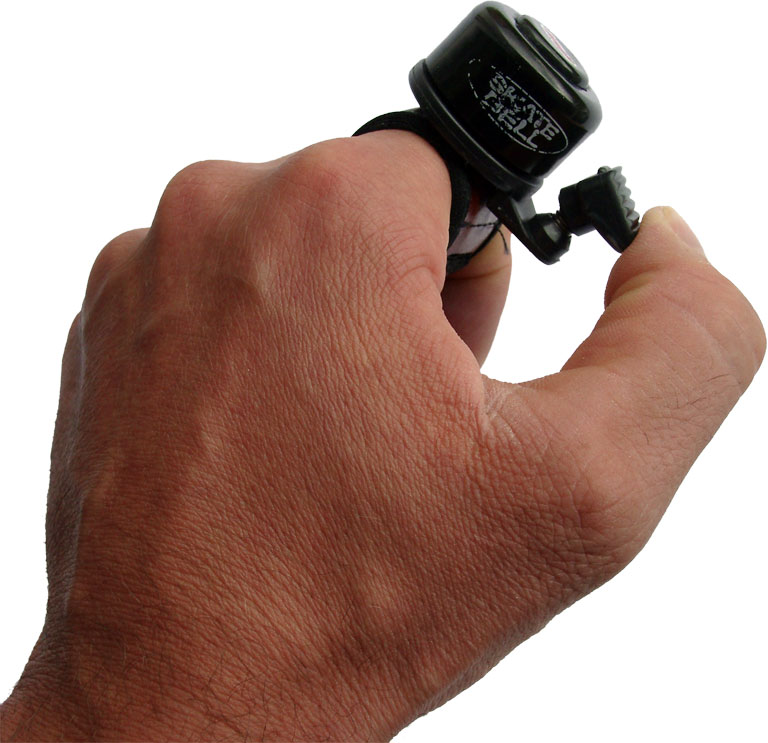
Campainha de bicicleta de campainha externa

Um campainha de bicicleta é um instrumento de sinalização percussivo montado numa bicicleta para advertir aos peões e outros ciclistas. A campainha é de uso obrigatório em algumas jurisdições. Geralmente, colocam-se no guiador e fazem-se soar com o polegar.

## História
O campainha de bicicleta foi inventada por John Richard Dedicoat, e existem patentes desde 1877.

## Tipos
As campainhas ou sinos mais comuns são accionados mediante uma alavanca pulsada pelo polegar, desenhada para girar rapidamente dois discos de metal soltos dentro da carcaça da campainha. Ditos discos vibram repetidamente e golpeiam a campainha para produzir um som não muito diferente ao de uma campainha elétrica. Este tipo de campainha vem em versões para destros e surdos. As versões para surdos montam-se no lado esquerdo do guiador da bicicleta e usam-se em países que conduzem pelo lado esquerdo da estrada. A Mão direita fica livre para dar sinais de transito.
Também existem tipos mais simples, com um badalo externo montado numa placa que produz um som tipo "ring-ring" quando o badalo se estica com um dedo e se solta. Alguns campainhas funcionam mal em condições de chuva porque as gotas de água que se aderem ao sino amortecem as vibrações que produzem o som.

## Como instrumentos musicais
Se empregaram campainhas de bicicleta como instrumentos musicais em canções como You Still Believe in Me do álbum Pet Sounds por The Beach Boys e Bicycle Race de Queen.